# Språkbanken Sam

Språkbanken Sams logotyp

Språkbanken Sam är en forskningsenhet på Språkrådet vid Institutet för språk och folkminnen. Den inrättades 2018 som en av forskningsinfrastrukturen Nationella språkbankens tre avdelningar, med ett speciellt fokus på forskning om flerspråkig samhällskommunikation och folkligt berättande. De andra avdelningarna sysslar med skrivet språk (Språkbanken Text) och talat språk (Språkbanken Tal).
Institutet för språk och folkminnen har stora mängder tal- och textmaterial i sina arkiv. Språkbanken Sam arbetar för att göra detta material mer tillgängligt och användbart för forskning med hjälp av verktyg och metoder från språkteknologi och digital humaniora. 
På Språkbanken Sam finns också ett kunskapscentrum som särskilt inriktar sig på att göra materialen tillgängliga för human- och samhällsvetenskaplig forskning i den europeiska forskningsinfrastrukturen CLARIN ERIC, där kunskapscentrumet går under namnet SWELANG - CLARIN Knowledge Centre for the Languages of Sweden. 
Språkbanken Sam drivs som en del i Språkrådets språkpolitiska uppdrag att främja utvecklingen av språkteknologi i Sverige. 